# شوا

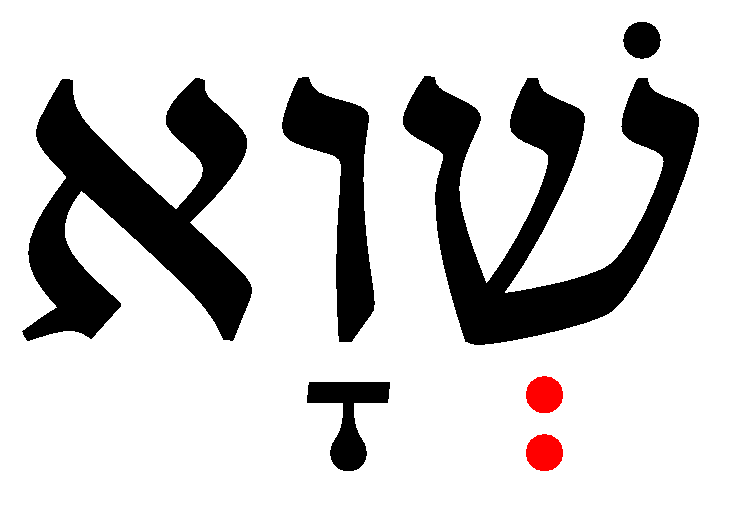

ال-شوا أو ال-شڨا، (بالعبرية: שְׁוָא)، هي شكلة نيقود على هيئة نقطتين عموديتين (ְ) تستعمل في الأبجدية العبرية أسفل بعض الحروف لإظهار صوت معين أو تعيين نهاية مقطع لفظي.